# The Artemis Fowl Files
The Artemis Fowl Files er en ekstra bonusbog af den irske fantasyforfatter Eoin Colfer til bestsellerserien Artemis Fowl. The Artemis Fowl Files indeholder to sidehistorier, om hhv. hvordan Holly Short blev en del af NIS (Nedre Imperiums Sikkerhedspoliti) og én om Smulder Muldwerfer der samarbejder med Artemis Fowl for at stjæle en tiara (Den Syvende Dværg), som foregår mellem den første bog og Det Arktiske Intermezzo.
Bogen indeholder hemmeligheden til det gnomiske sprog i form af et gnomisk alfabet, (feernes og folkets sprog i historien) som egentlig ikke engang er et "sprog" i sig selv, men bare en kodet version af engelsk. Udover at vise, hvordan man læser og forstår gnomisk, indeholder bogen også et krydsogtværs-spil, et diagram og guide til nogle af Foalys opfindelser. Bogen indeholder en hemmelig besked som kan afkodes med alfabetet, og dette alfabet kan bruges til at oversætte og afkode alle de beskeder, sætninger og ord på gnomisk, der findes på bunden af bøgernes sider, og inde i dem.